# Fiona Robertson
Fiona Robertson (ur. 24 kwietnia 1969) – brytyjska zapaśniczka walcząca w stylu wolnym i judoczka. 
W zapasach, piąta na igrzyskach Wspólnoty Narodów w 2010 i 2014. Brązowa medalistka mistrzostw Wspólnoty Narodów w 2013 roku, gdzie reprezentowała Szkocję.
W judo, uczestniczyła w mistrzostwach świata w 2001. Startowała w Pucharze Świata w latach 2001-2004. Zajęła trzecie miejsce w drużynie na mistrzostwach Europy w 2004. Brązowa medalistka igrzysk Wspólnoty Narodów w 2002. Zdobyła trzy medale na mistrzostwach Wspólnoty Narodów.
Jej siostra Donna Robertson była również zapaśniczką.